# یلینگ
یلینگ (به انگلیسی: Yelling) یک روستا و محله مدنی در بریتانیا است که در هانتینگدونشر واقع شده‌است. یلینگ ۳۰۰ نفر جمعیت دارد.